# Забавне (Ізюмський район)
Заба́вне —  село в Україні, у Ізюмській міській громаді Ізюмського району Харківської області. Населення становить 197 осіб. До 2020 орган місцевого самоврядування — Левківська сільська рада.

## Географія
Село Забавне знаходиться між річками Сіверський Донець (6 км) і Мокрий Ізюмець (4 км), на відстані 7 км знаходиться місто Ізюм. Поруч із селом проходить автомобільна дорога E40 (М03). На відстані 3,5 км проходить залізниця, найближчі станції Діброво і Пимонівка (4,5 км). В селі є кілька загат.

## Історія
- 1975 - дата заснування.
- У 70-ті роки ХХ ст. у селі Забавне знаходився комплекс по вирощуванню і відгодівлі свиней. Налічувалося в ньому кілька десятків тисяч голів свиней. На сьогоднішній день тут знаходиться ТОВ «Золота Нива-1», ФГ «Степок», де вирощують в основному зернові культури.[1]
- 12 червня 2020 року, розпорядженням Кабінету Міністрів України № 725-р «Про визначення адміністративних центрів та затвердження територій територіальних громад Харківської області», увійшло до складу Ізюмської міської громади[2].
- 19 липня 2020 року, в результаті адміністративно-територіальної реформи та ліквідації Ізюмського району (1923—2020), село увійшло до складу новоутвореного Ізюмського району[3].

## Населення
Згідно з переписом УРСР 1989 року чисельність наявного населення села становила 210 осіб, з яких 91 чоловік та 119 жінок.
За переписом населення України 2001 року в селі мешкало 198 осіб.

### Мова
Розподіл населення за рідною мовою за даними перепису 2001 року:
| Мова       | Відсоток |
| ---------- | -------- |
| українська | 85,79 %  |
| російська  | 12,69 %  |
| циганська  | 1,02 %   |
| угорська   | 0,51 %   |

## Економіка
- Свино-товарна ферма.
- «ЗОЛОТА НИВА», ТОВ